# Milhazes, Vilar de Figos e Faria
Milhazes, Vilar de Figos e Faria (oficialmente: União das Freguesias de Milhazes, Vilar de Figos e Faria) é uma freguesia portuguesa do município de Barcelos, com 12,14 km² de área e 1993 habitantes (censo de 2021). A sua densidade populacional é 164,2 hab./km².

## História
Foi constituída em 2013, no âmbito de uma reforma administrativa nacional, pela agregação das antigas freguesias de Milhazes, Vilar de Figos e Faria e tem sede em Milhazes.

## Demografia
A população registada nos censos foi:
| Distribuição da População por Grupos Etários | Distribuição da População por Grupos Etários | Distribuição da População por Grupos Etários | Distribuição da População por Grupos Etários | Distribuição da População por Grupos Etários | Distribuição da População por Grupos Etários |
| -------------------------------------------- | -------------------------------------------- | -------------------------------------------- | -------------------------------------------- | -------------------------------------------- | -------------------------------------------- |
| Antes da agregação                           |                                              |                                              |                                              |                                              |                                              |
| Ano                                          | 0-14 anos                                    | 15-24 anos                                   | 25-64 anos                                   | >= 65 anos                                   | Total                                        |
| 2001                                         | 435                                          | 420                                          | 1092                                         | 271                                          | 2218                                         |
| 2011                                         | 298                                          | 299                                          | 1163                                         | 306                                          | 2066                                         |
| Após a agregação                             |                                              |                                              |                                              |                                              |                                              |
| Ano                                          | 0-14 anos                                    | 15-24 anos                                   | 25-64 anos                                   | >= 65 anos                                   | Total                                        |
| 2021                                         | 254                                          | 217                                          | 1106                                         | 416                                          | 1993                                         |

## Política

### Eleições autárquicas
| Data | %     | V  | %       | V       | %     | V   |
| Data | PS    | PS | PSD-CDS | PSD-CDS | IND   | IND |
| ---- | ----- | -- | ------- | ------- | ----- | --- |
| 2013 | 60,49 | 6  | 21,84   | 2       | 13,07 | 1   |
| 2017 | 15,47 | 1  | 25,93   | 2       | 56,23 | 6   |